# Fernandes Group

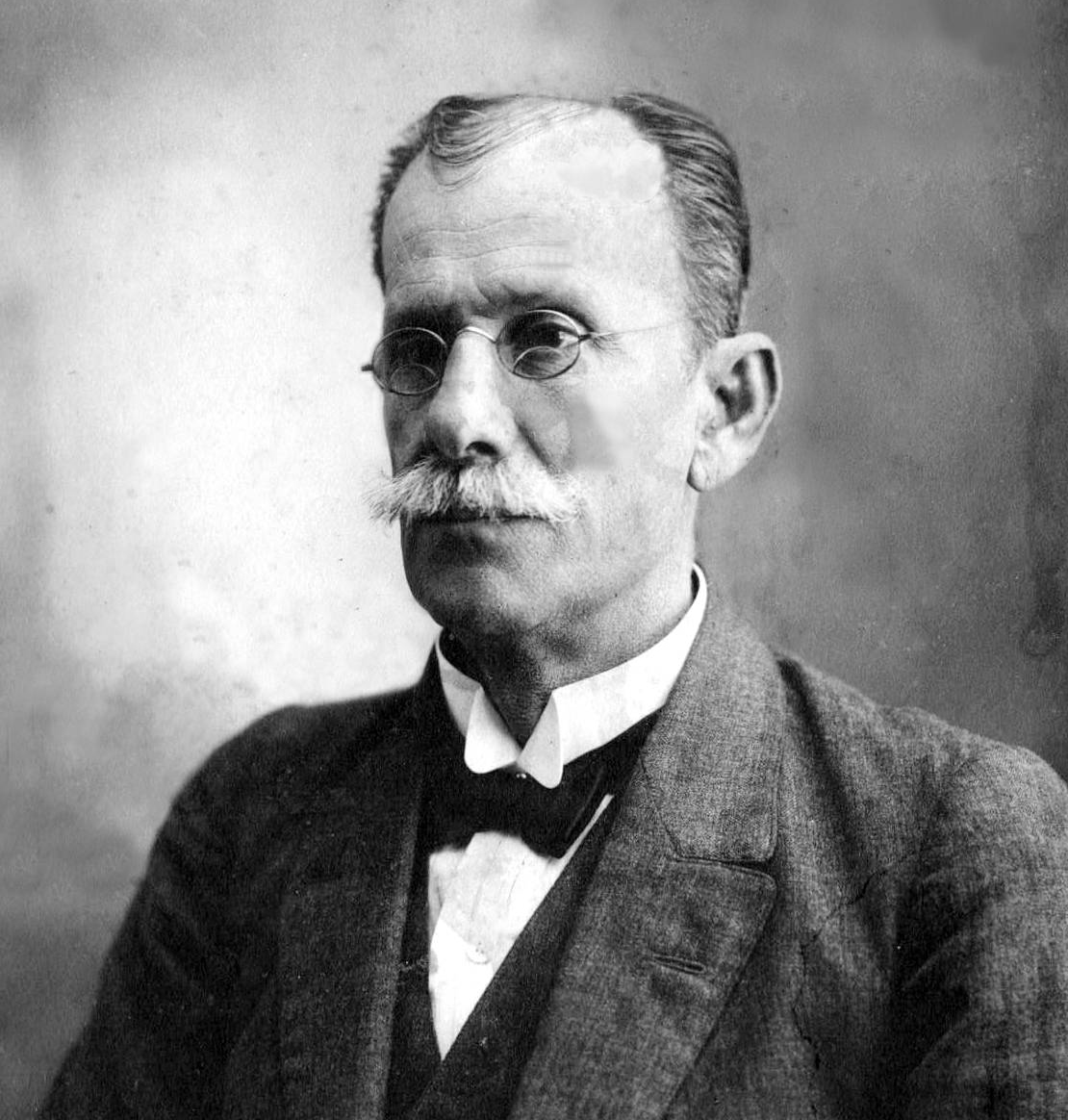
Oprichter Isaak Fernandes

De Fernandes Group is een Surinaams holdingbedrijf.

## Geschiedenis

### Ontstaan
Fernandes ontstond in het begin van de twintigste eeuw. Het bedrijf werd in het jaar 1910 opgericht door de Joods Surinaamse Isaak Fernandes en startte als kleine gift shop. De groei nam fors toe toen in de jaren 1930 de bottelrechten van Coca-Cola voor Suriname werden verworven. Zoon Jule wist het bedrijf nog verder uit te breiden, waarbij een bakkerij en een autohandel werden opgezet. Fernandes groeide uit tot een grote onderneming, die in Suriname veel verschillende producten maakt.

### Vanaf 1988
Na het overlijden van Jule Fernandes namen René en Jack Fernandes in 1988 het bedrijf over. Onder hun leiding groeide Fernandes uit tot een van de prominentste holdingmaatschappijen in Suriname. Belangrijke producten zijn de verschillende soorten Fernandes frisdrank.
In 1995 trad de Keuringsdienst van het Bureau voor Openbare Gezondheidszorg (BOG) op toen de hygiëne niet nauwkeurig nageleefd werd en werd de productieafdeling tijdelijk gesloten. Volgens Jack Fernandes betekende dit een keerpunt voor het bedrijf. Hij had het in die tijd al willen moderniseren, maar dat zag de Raad van Commissarissen niet zitten. Door deze sluiting ging die echter ook overstag en werd de overgang gemaakt naar plastic flessen.

### Fernandes in Nederland
In 1992 verkreeg D. Bharatsingh van Lachmansingh Drankengroothandel de distributierechten voor Nederland, wat de verkoop van van de frisdranken van Fernandes door verschillende winkels en supermarktketens daar mogelijk maakte. Bharatsingh gebruikte zijn handelsmaatschappij, 'South American Food Express BV' (Safebv), om de distributie te verzorgen naar toko’s. Gaandeweg werden Fernandes producten ook in Nederlandse supermarkten aangeboden. Na Jac Hermans volgde Albert Heijn en andere supermarkten. De verkoop steeg tussen 1992 en 2002 van 5000 tot 1,2 miljoen verpakkingen Fernandes per jaar.

### COVID-19
In maart 2020, tijdens de coronacrisis in Suriname, nam Jules Fernandes het initiatief om met Staatsolie Maatschappij Suriname en Surinam Plastics Manufacturing het VSB Covid-19 Support Fonds op te richten dat onder het beheer van de Vereniging Surinaams Bedrijfsleven (VSB) werd geplaatst. De bedrijven brachten 170.000 euro bijeen voor de ondersteuning van de Surinaamse gezondheidssector. Het fonds werd hierna ook door McDonald's en een groot aantal Surinaamse bedrijven gesteund tot een bedrag van meer dan een miljoen euro.

### Productiefaciliteit
Medio 2021 werd de productiefaciliteit van dranken door brand verwoest. Hierna begon een periode van tweeënhalf waarin een nieuwe productiefaciliteit werd gebouwd met een investering van dertig miljoen US$. Dranken als Coca-Cola moesten in deze tijd geïmporteerd worden uit de regio. Eind 2023 werd de botteling van softdrinks van Fernandes en Coca-Cola weer opgepakt. De officiële opening werd op 26 maart 2024 verricht door president Santokhi.

## Producten

### Frisdrank
Fernandes heeft negen smaken frisdrank op de markt:
1. Cherry Bouquet
2. Green Punch
3. Super Pineapple
4. Red Grape
5. Purple Sensation
6. Cream Ginger
7. Guaraná
8. Sparkling Coco
9. Markoessa (limet)

## zie ook
- Economie van Suriname